# Reptadeonella bipartita
Reptadeonella bipartita is een mosdiertjessoort uit de familie van de Adeonidae. De wetenschappelijke naam van de soort is, als Adeona bipartita, voor het eerst geldig gepubliceerd in 1928 door Canu en Bassler.